# Donativum
Un donativum (în latină donativum, la plural: donativa), în Imperiul Roman, reprezintă o recompensă excepțională acordată soldaților, în general echivalentă cu solda pentru mai mulți ani. Pretorienii (garda personală a împăratului) primesc în mod frecvent un donativum: la urcarea pe tron a împăratului, la aniversarea sa, la nașterea sau la căsătoria unui membru al familiei imperiale...
Celelalte corpuri de trupă (legiuni, trupe auxiliare) primesc donativum mult mai rar, uneori deloc.

## Exemple
Câteva exemple de donativa raportate de istorici romani:
- În 41, Claudius, temându-se că își va pierde viața, după asasinarea lui Caligula, oferă 15.000 de sesterți fiecărui pretorian care l-au dus în tabăra lor. A fost primul împărat care și-a asigurat astfel fidelitatea gărzii sale.
- În 68, Galba refuză să dea pretorienilor o gratificație mai consistentă decât în mod obișnuit, spunându-le că „el avea obiceiul să înroleze soldați nu să-i cumpere”. Pretorienii corupți de Otho l-au asasinat puțin timp după aceea.[2].
- În 69, Vitellius „simțea amenințarea donativum-ului asupra sa, iar cum nu avea bani, a acordat restul soldaților”[3].
- În 69, Vespasian a lucrat cu mai multă eficacitate: „cât despre trupele care au participat la victoria sa, departe de a le acorda vreo favoare extraordinară, i-a făcut să aștepte mult timp recompensele legitime.”[4]
- În 193, senatorul Pertinax, temându-se și el că-și va pierde viața, promite 3000 de drahme pretorienilor care-l înconjurau, și care l-au proclamat împărat. Le-a vărsat jumătate din suma promisă, dar a fost curând după aceea asasinat de pretorieni.
- Succesorul său, Didius Julianus, cumpără proclamarea sa ca împărat cu promisiuni fabuloase, 6250 de drahme pentru fiecare pretorian. A pierit, înainte de a le remite banii promiși.

## Listă completă adonativaimperiale
| Listă a donativa imperiale către Garda pretoriană de la 14 la 193 d.Hr. |                   |                                                         |                   |
| Anul                                                                    | Împăratul         | Cauza                                                   | Suma în Denari    |
| 14                                                                      | Augustus          | ultima dorință                                          | 250               |
| 31                                                                      | Tiberiu           | Loialitate                                              | 1000              |
| 37                                                                      | Caligula          | urcare pe tron                                          | 500               |
| 41                                                                      | Claudiu           | urcare pe tron                                          | 3750              |
| Anual                                                                   |                   | Aniversarea urcării pe tron                             | 25                |
| 54                                                                      | Nero              | Urcare pe tron                                          | 3750              |
|                                                                         |                   | Asasinate                                               | 500 sau mai puțin |
| 69                                                                      | Galba             | Promis de Nymphidius Sabinus (neplătit)                 | 7500              |
| 69                                                                      | Otho              | Promisiune                                              | 1250              |
| 69                                                                      | Vitellius         | Promisiune                                              | 1250              |
| 69                                                                      | Vespasian         | donativum obișnuit                                      | necunoscută       |
| 79                                                                      | Titus             | donativum obișnuit                                      | necunoscută       |
| 81                                                                      | Domițian          | idem                                                    | necunoscută       |
| 96                                                                      | Nerva             | idem                                                    | necunoscută       |
| 98                                                                      | Traian            | donativum obișnuit                                      | necunoscută       |
| 117                                                                     | Hadrian           | dublarea sumei normale                                  | necunoscută       |
| 138                                                                     | Antonin           | donativum obișnuit și în plus, la căsătoria fiicei sale | necunoscută       |
| 161                                                                     | Marcus Aurelius   | asociere la domnie cu Verus                             | 5000              |
| 180                                                                     | Commodus          | donativum obișnuit; al doilea promis, însă neplătit     | necunoscută       |
| 193                                                                     | Pertinax          | donativum lui Commodus                                  | 3000              |
| 193                                                                     | Didius Julianus   | înlăturat de la tron                                    | 7250              |
| 193                                                                     | Septimius Severus | Promisă, dar plătită mai puțin                          | 250               |